# Gonzalve d'Amarante
Gonzalve d'Amarante (Vizela, v. 1187 - Amarante, 10 janvier 1259) est un prêtre catholique portugais membre profès de l'ordre des Prêcheurs. Il devient ermite après un pèlerinage à Rome et un autre à Jérusalem. Sa béatification est approuvée à la fin de 1561 par le pape Pie IV. 

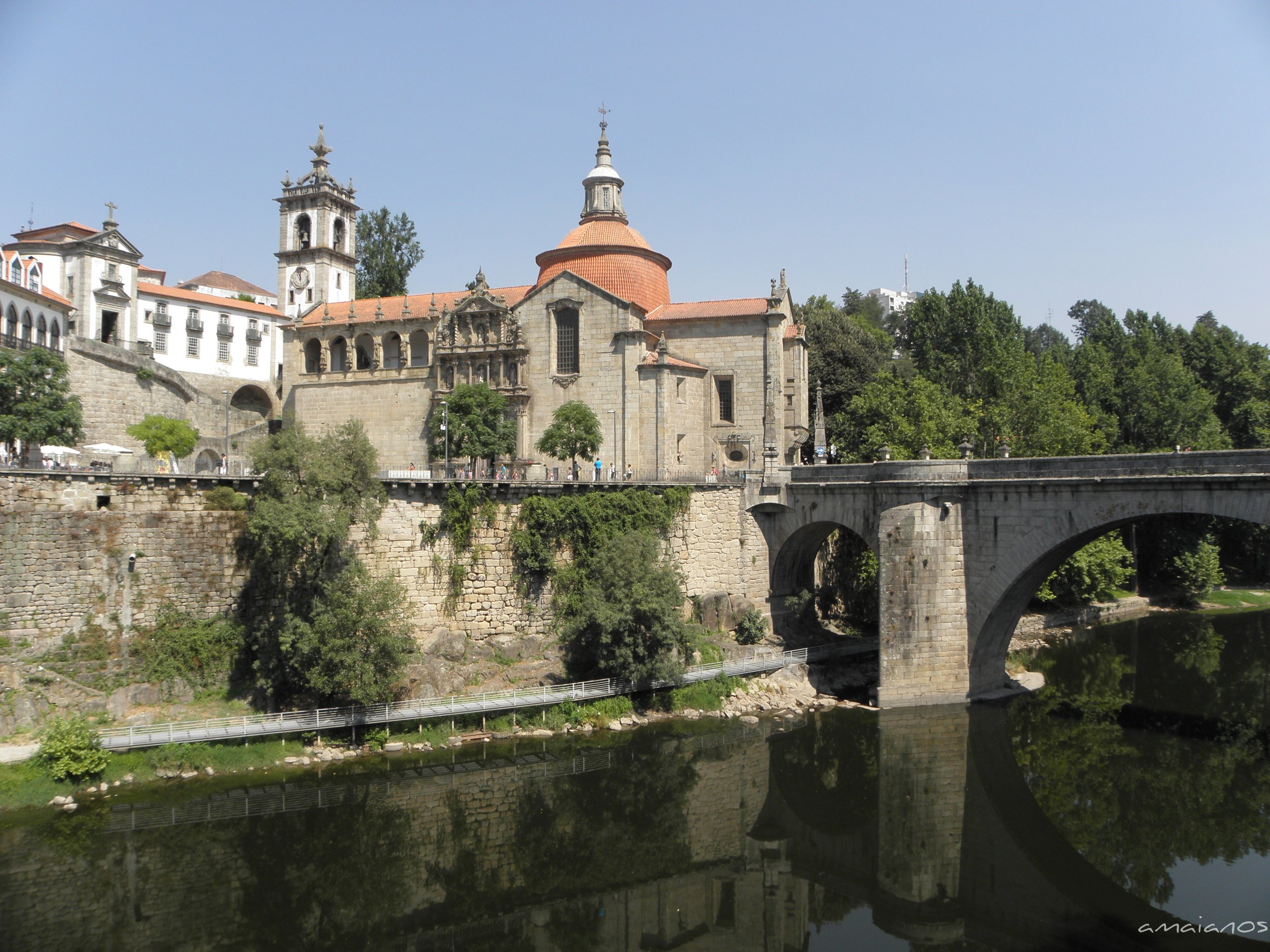
L' (São Gonçalo) d'Amarante, avec le pont dont le dominicain est à l'origine.

## Biographie
D'après sa biographie officielle présentée dans le Flos Sanctorum de 1513, Gonzalve naît en 1187 au Portugal au sein de la famille Pereira, de noble lignée. On raconte que lors de son baptême, il fixa intensément son regard sur le crucifix alors qu'on le portait vers les fonts baptismaux. Il est dévoué à Jésus-Christ dès son enfance et décide de devenir prêtre. Il reçoit l'ordination de l'archevêque de Braga après avoir terminé avec succès ses études et distribue sa grande richesse à ses neveux,. Après un temps dévoué aux fidèles de sa paroisse de Saint Paio de Vizela, il obtient un congé pour aller visiter Rome et Jérusalem tout en laissant son neveu prêtre responsable de sa paroisse. Il visita les tombeaux de saint Pierre et de saint Paul avant de se rendre à Jérusalem par bateau.
À son retour, après plus d'une décennie, Gonzalve découvre que les mesures austères qu'il applique désormais dans sa vie ne sont pas bien accueillies par son neveu qui le prend en grippe et le considère comme un simple vagabond ne pouvant plus assumer la prêtrise. Pensant bien faire, il conserve sa place faisant croire aux autorités ecclésiales, au moyen de faux documents, que son oncle est mort. 
Gonzalve, se laissant conduire par la providence, quitte São Paio de Vizela et part prêcher l'Évangile jusqu'aux rives de la rivière Tâmega. À l'endroit où se trouvent aujourd'hui l'église et le couvent de São Gonçalo, à Amarante, il construit, selon la tradition, un petit ermitage sous l'invocation de Notre-Dame de l'Assomption, et s'y retire comme ermite, consacrant son temps à la prière et à la pénitence, et allant régulièrement prêcher dans les environs.
Sentant le besoin de trouver un chemin plus sûr vers la gloire éternelle, Gonzalve jeûne pendant le Carême au pain et à l'eau et supplie avec ferveur la Vierge de lui accorder cette grâce du Seigneur. On dit que la Vierge Marie lui est apparue et lui a dit de chercher l'ordre dans lequel les frères commençaient leur office par la salutation angélique ou l'Ave Maria — l'ordre des Prêcheurs.
Il se rend donc au couvent dominicain de Guimarães, récemment fondé par Pierre Gonzalez, un apôtre de la région de l'Entre Douro e Minho, qui lui donne l'habit et, une fois son noviciat achevé, l'admet à la profession religieuse. Après un certain temps, il lui donne la permission de retourner à son ermitage d'Amarante avec un autre religieux, poursuivant ainsi sa vie évangélique et caritative.
Au cours de son ministère, Gonzalve suscite de nombreuses conversions, amenant les gens à pratiquer une vie chrétienne authentique, sans oublier de les promouvoir socialement sous de nombreux aspects. Son influence grandissante parmi la population l'amène à contribuer à développer la ville. Ainsi, il décide la construction d'un nouveau pont en granit sur la rivière Tâmega,. Il recueille des dons dans les environs et incite les habitants les plus aisés à verser des sommes importantes pour la réalisation des travaux. On lui attribue de nombreux miracles liés à cette construction. Son hagiographie raconte que les ouvriers qui l'aidaient à construire le pont manquèrent un jour de vin, ce qui l'amena à frapper un rocher avec son bâton et à le faire éclater, le vin s'en échappant. Une autre fois, les ouvriers n'ayant plus de nourriture, il se rendit près de la rivière et appela les poissons pour qu'ils sautent sur la rive et fournissent de la nourriture aux ouvriers,. 
Une fois le pont achevé, Gonzalve consacre encore quelques années à la prédication et à une vie de prière. La tradition veut que la Vierge lui ait révélé le jour de sa mort — le 10 janvier 1259 — à laquelle il s'est préparé en recevant les sacrements de l'Église. Son corps fut enterré dans l'ermitage après la célébration des rites funéraires pour son âme, et de nombreux miracles attribués à son intercession continuèrent à se produire.
L'ermitage d'origine a ensuite été remplacé par une église. En 1540, Jean III du Portugal, ordonna la construction de la grandiose église et du couvent qui subsistent encore aujourd'hui et qui constituent un monument historique majeur de la ville d'Amarante. 

## Béatification et culte

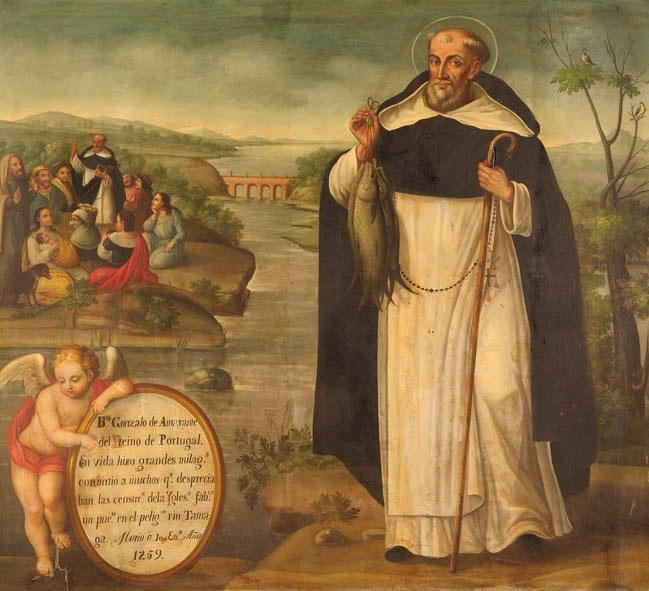
Saint Gonzalve d’Amarante, tableau du Sanctoral dominicain (v. 1837-1841), musée historique dominicain, Santiago, Chili.

Le pape Pie IV le béatifie le 16 septembre 1561 ; mais le pape Jules III avait auparavant, le 24 avril 1551, autorisé le culte public en son nom au Portugal, mais n'avait pas autorisé sa béatification à ce moment-là. Le pape Clément X - après la béatification - étend son culte public avec une messe et un office divin au Portugal et à l'ensemble de l'ordre dominicain. 
Il est assez populaire au Brésil avec plus d'une vingtaine de localités portant son nom, comme dans le Ceará, le Rio Grande do Norte et l'État de Rio de Janeiro. Il est très vénéré à Umari (Ceará) où il veille sur la ville depuis 400 ans. À Cananéia, sur la côte de São Paulo, São Gonçalo est honoré comme le protecteur des fandangueiros (personnes qui chantent le fandango). La danse de São Gonçalo a pris une forme similaire au forró du Ceará, avec un rythme fiévreux, sans pour autant négliger la dévotion.
Saint Gonzalve est le saint portugais qui, surtout dans le nord du Portugal, jouit d'une grande dévotion, juste après Antoine de Padoue (de Lisbonne). Son culte a été si fort et persistant qu'il a même supplanté en de nombreux endroits celui de saint Jacques. 
Une dévotion particulière a existé à Guadalajara au Mexique au XIXe siècle qui avait pour caractéristique de danser devant son image pour obtenir sa protection contre les maladies. Plus largement et au fil du temps, il a donné son nom à plusieurs lieux de culte et de fêtes populaires.

## Gâteaux
Les « Bolos de São Gonçalo » (associés à la fécondité) sont une spécialité d'Amarante. La raison du lien avec le nom de Gonçalo est contestée et obscure. 

## Sources
- (pt) Cet article est partiellement ou en totalité issu de l’article de Wikipédia en portugais intitulé « Gonçalo de Amarante » (voir la liste des auteurs).

- (en) Cet article est partiellement ou en totalité issu de l’article de Wikipédia en anglais intitulé « Gundisalvus of Amarante » (voir la liste des auteurs).

### Articles liés
- Ordre des Prêcheurs
- Archidiocèse de Braga
- Église et couvent Saint-Gonzalve d'Amarante (pt)